# 小野町立小野小学校
小野町立小野小学校（おのちょうりつ おのしょうがっこう）は、福島県田村郡小野町にある公立小学校。

## 概要
- 本校は、2020年4月に、小野町内の小学校4校を統合して開校し、小野町内唯一の小学校となる。
- なお、校舎は、新築せず、旧小野新町小学校校舎を継続使用[1]。

## 沿革
- 2020年（令和2年）
  - 4月1日 - 開校。開校時点の児童数は459名。
  - 4月6日 - 第1回入学式挙行。最初の新入生は81名。
  - 4月8日 - 開校式挙行。町長から校旗が授与された。
- 2021年（令和3年）
  - 3月22日 - 在校生に、通知票と最初の修了証書が授与。
  - 3月23日 - 第1回卒業証書授与式挙行。最初の卒業生は86名。

## 学区
- 小野町全域

## 進学先中学校
- 小野町立小野中学校

## 交通アクセス
- 福島交通「小野駅 - 小野本町」線・「小野駅 - 石川駅」線・「小野駅 - 郡山駅」線で、「小学校入口」バス停下車後、徒歩約290m・約5分。
- JR磐越東線小野新町駅から
  - 上述の路線バスで、「小学校入口」バス停まで2分、下車後徒歩か、駅から徒歩。
  - 徒歩で、約1.3km・約19分。
- JR水郡線磐城石川駅から、上述の路線バスで、「小学校入口」バス停まで56分、下車後徒歩。
- JR[2]郡山駅から、
  - 上述の路線バスで、「小学校入口」バス停まで1時間2分、下車後徒歩。
  - 磐越東線の列車で小野新町駅まで49分～53分、下車後上述の路線バスに乗り換えて「小学校入口」バス停下車後、徒歩。
  - 水郡線の列車で磐城石川駅まで43分～48分、下車後上述の路線バスに乗り換えて「小学校入口」バス停下車後、徒歩。

## 周辺
- 福島県道66号小名浜小野線
- 福島地方法務局小野町支局
- 小野新町郵便局